# Neptosternus tropicus
Neptosternus tropicus är en skalbaggsart som beskrevs av Guignot 1954. Neptosternus tropicus ingår i släktet Neptosternus och familjen dykare. Inga underarter finns listade i Catalogue of Life.